# Himno de la FIFA
El himno de la FIFA es una canción utilizada desde la Copa Mundial de Fútbol de 1994, la FIFA adoptó un himno compuesto por el alemán Franz Lambert, el cual no tiene letra, sólo música instrumental. 
El Himno de la FIFA es utilizado antes que se jueguen partidos internacionales, incluyendo partidos amistosos, Copa Mundial de la FIFA, Copa Mundial Femenina, Mundiales varoniles y femeniles Sub-20 y Sub-17, Copa Mundial de Clubes, Fútbol de Juegos Olímpicos y Copas mundiales de fútbol de playa, así como en las finales de los torneos nacionales u otros eventos especiales como el día del Fair play y en la aperturas de los congresos del organismo. Por lo general, el himno es reproducido durante la ceremonia de entrada de los equipos y de los árbitros, luego de que la bandera de la FIFA y la del Fair play hagan su ingreso al terreno de juego.
En 2004, es decir, para las vísperas de la conmemoración del centenario de la FIFA, el músico japonés Gota Yashiki efectuó unos arreglos para este himno. Desde 2007 y hasta 2014, una parte del Himno de la FIFA con algunos arreglos, se ocupaba para el inicio, pase a comerciales y cierre de las transmisiones de competiciones FIFA, tales como Categorías Menores  de la Copa Mundial de Fútbol en sus ediciones Sub-20 y 17, FIFA Confederaciones y Mundial de Clubes. La excepción fue la Copa del Mundo Adulta, la que se usa otro tipo de música y se escucha dicho Himno al inicio de los partidos.
En 2018, la FIFA encargó a Hans Zimmer y Lorne Balfe que compusieran un nuevo tema para ser utilizado en la Copa Mundial de la FIFA 2018 en Rusia. El tema, llamado "Living Football" para coincidir con el nuevo eslogan de la FIFA  [8]  se jugó antes de cada partido de la Copa Mundial, ya que los voluntarios comenzaron a presentar el logotipo gigante de la Copa Mundial de la FIFA 2018 (reemplazado por el sorteo del Trofeo de la Copa Mundial de la FIFA en la final) en el campo, junto con las banderas de las dos naciones en cada partido. El "Himno de la FIFA" en sí, que siempre se jugaba cuando los jugadores salían a la cancha del estadio, fue reemplazado por "Seven Nation Army" de The White Stripes para ese torneo La tendencia ha continuado en todos los torneos posteriores sancionados por la FIFA, incluida la Copa Mundial Femenina Sub-20 de la FIFA, la Copa Mundial de Clubes de la FIFA, la Copa Mundial Sub-20 de la FIFA, la Copa Mundial Sub-17 Femenina, la Copa Mundial Sub-17 y la Copa Mundial Femenina de la FIFA.